# Swaret
Swaret (acronimo di SlackWARE Tool) è un software scritto in linguaggio Perl per GNU/Linux Slackware distribuito sotto GPL, che permette di installare e aggiornare pacchetti dal sito ufficiale di Slackware o da mirror non ufficiali.
È in grado di risolvere le dipendenze scaricando le librerie mancanti.
Nel 2009 è stata creata una patch per Slackware 13 a causa dell'utilizzo, oltre al formato .tgz, delle estensioni .tbz, .tlz e .txz.